# Norbertus
Norbertus (van Xanten), Sint-Norbertus of Norbert (van Xanten), ook wel Norbertus van Gennep (Genneperhuis bij Gennep, omstreeks 1080 - Maagdenburg, 6 juni 1134) was een rooms-katholieke bisschop en stichter van de Orde der Premonstratenzers.

## Levensloop

### Jeugd en vorming
Norbert(us) was een zoon van Heribert(us), heer van Gennep. Hij kreeg zijn opleiding bij aartsbisschop Frederik I van Keulen. Daarna is hij enige tijd als kanunnik verbonden geweest aan de Sint-Victorkerk te Xanten. Vervolgens werd hij aalmoezenier aan het hof van keizer Hendrik V. Toen Norbertus begin dertig was, reed hij, volgens zijn hagiografie, op een zonnige voorjaarsdag door het open veld. Plotseling betrok de lucht en kwam er een zwaar onweer opzetten. Een bliksemschicht sloeg vlak voor de voeten van zijn paard in. Het beest steigerde en wierp Norbertus op de grond. Versuft bleef hij een tijdje liggen. Daarop vroeg hij zich – als een tweede Paulus – hardop af: “Heer wat moet ik doen?” “Wend je af van het kwade en doe alleen nog het goede. Zoek rust en vrede”, sprak een stem uit de hemel.
In 1114 ging hij naar de benedictijnenabdij van Siegburg, waar hij in 1115 door de aartsbisschop van Keulen tot priester werd gewijd. Hij reisde naar Antwerpen, waar grote godsdienstige onrust heerste sinds het optreden van de predikant Tanchelm. Norbertus keerde zich fel tegen diens volgelingen.
Daarna ging hij terug naar Xanten, waar hij zich bleef inzetten voor het strikt nakomen van de kloostergeloften, waaronder die van de armoede. Men vond hem schijnheilig, aangezien hijzelf van rijke komaf was. Daarop gaf hij zijn bezittingen aan de armen en ging naar Frankrijk, waar hij enkele jaren rondzwierf als zwervende prediker. Daar kwam hij in contact met de bisschop van Laon, die hem grond schonk voor de bouw van een klooster.
Een legende vertelt hoe Norbertus bij een bezoek aan de Abdij Rolduc de heilige Mis opdroeg. Na de consecratie viel er een spin in de kelk met wijn. Norbertus vreesde dat de spin giftig was, maar uit eerbied nuttigde hij de wijn mét de spin. Norbertus bleef ongedeerd en de spin kwam door zijn neus naar buiten.

### Stichting van de orde
Op aandringen van paus Calixtus II vestigde hij zich in 1120 met zijn volgelingen in het Franse Prémontré, enkele kilometers ten westen van Laon. Daar legde hij de grondslag van de orde der premonstratenzers, ook norbertijnen of witheren genaamd. Hij besloot de kloosterregel van Augustinus als uitgangspunt voor hun religieus bestaan te nemen. De abdij van Prémontré vormt samen met de Abdij van Floreffe en de Abdij van Sint Maarten in Laon de basis van de door Norbert gestichte orde. Volgens de overlevering is de altaarsteen in het hoogaltaar van de voormalige abdijkerk de steen waarop Norbertus in 1121 de Eucharistie heeft gevierd.
In 1124 werd hij naar Antwerpen gezonden om het tanchelisme te bestrijden. Hij verving het seculier kapittel van de Sint-Michielskerk aldaar, dat nog uit de tijd van Chrodegang dateerde, door een regulier kapittel. Daarmee was hij de stichter van de Sint-Michielsabdij. Van de twaalf kanunniken gingen er slechts vier op de verandering van Norbertus in. De anderen vestigden zich iets verder naar het noorden bij een Onze-Lieve-Vrouwekapel (vanaf 1559 kathedraal) en vormden daar een nieuw seculier kapittel. Men zou kunnen zeggen dat Norbertus daardoor tevens aan de basis van de Onze-Lieve-Vrouwekathedraal stond.

### Bisschop van Maagdenburg
In 1126 werd hij tot aartsbisschop van Maagdenburg aangesteld. Hugo van Fosses volgt hem op als abt van Prémontré. Hij overleed in 1134 in Maagdenburg, waar zijn lichaam werd bijgezet in de Onze-Lieve-Vrouwekerk.

## Heiligverklaring
Norbertus werd in 1582 door paus Gregorius XIII heilig verklaard (naamdag 6 juni). De heilige Norbertus wordt samen met de eveneens heilig verklaarde Bernard van Clairvaux als tijdgenoot en tegenstander van Petrus Abaelardus gezien.
In de beeldende kunst wordt hij voorgesteld als bisschop (met mijter), in het gewaad van de premonstratenzers (wit habijt) of triomferend over de ketter Tanchelm. De attributen miskelk en monstrans dateren uit de tijd van de Contrareformatie.
Naar aanleiding van de Dertigjarige Oorlog brachten de norbertijnen zijn relieken in 1627 over naar de Strahovabdij in Praag, omdat ze bang waren dat de protestanten ze zouden vernietigen. In de reliekenschat van Sint-Catharinadal in Oosterhout wordt zijn lijkwade (brandeum) bewaard.
Sinds 1980 bestaat in zijn geboorteplaats Gennep een naar hem vernoemde parochie, de Sint-Norbertusparochie. In 2009 gaf mgr. Wim Eijk, aartsbisschop van Utrecht, goedkeuring om de zes gefuseerde parochies van Biddinghuizen, Dronten, Harderwijk, Lelystad, Nunspeet/Elburg/'t Harde en Swifterbant per 1 januari 2010 verder te laten gaan als H. Norbertusparochie, onder meer vanwege het feit dat de norbertijnen vanaf 1950 in de Veluwerand en Oostelijk Flevoland werkzaam waren in het pastoraat. Sint-Norbertus is tevens de patroonheilige van de Scouts en Gidsen Essen-Heikant.

## Afbeeldingen

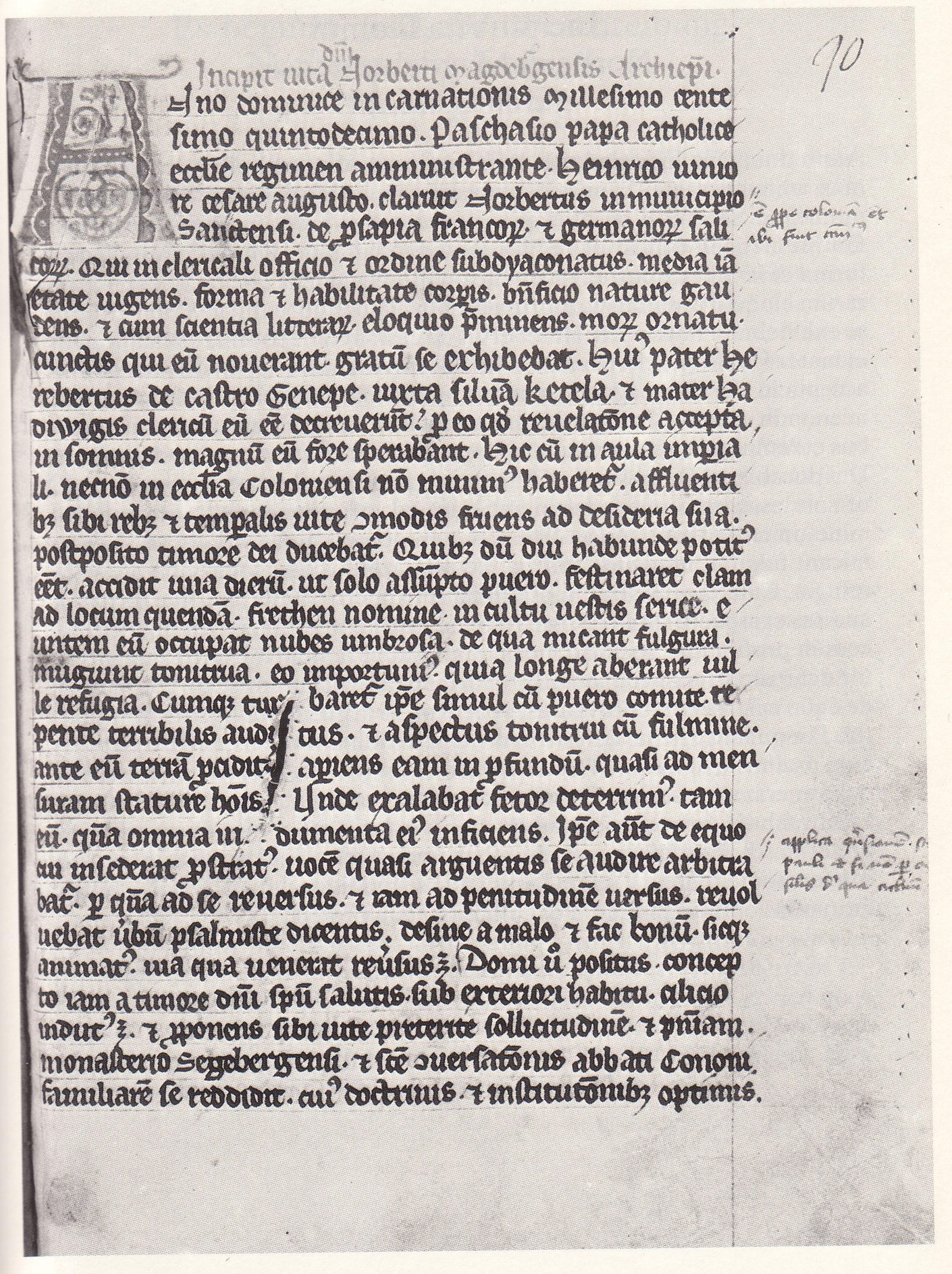
Begin van Vita Norberti A, ca. 1140
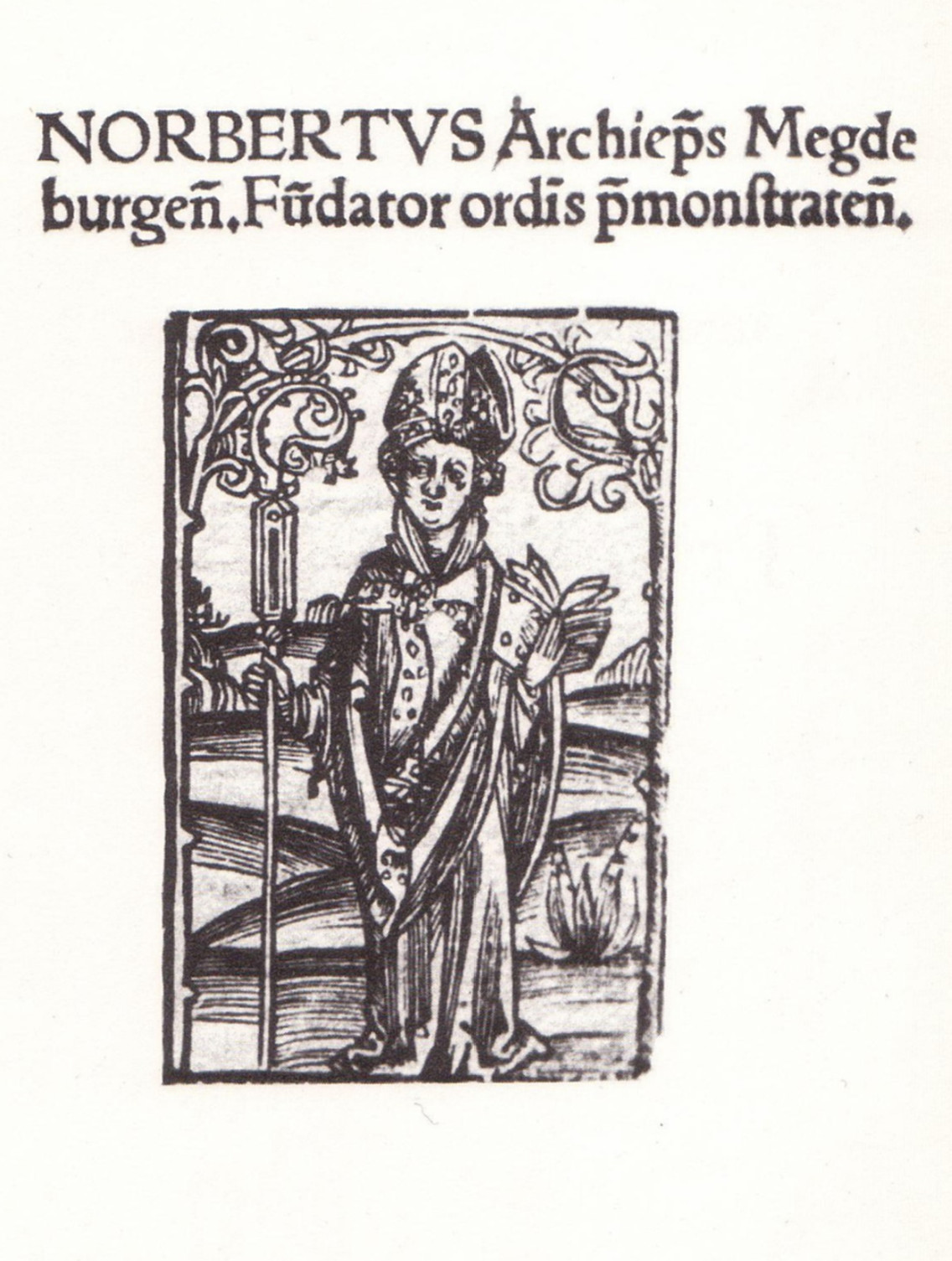
Missale Praemonstratense, Straatsburg, ca. 1502/04
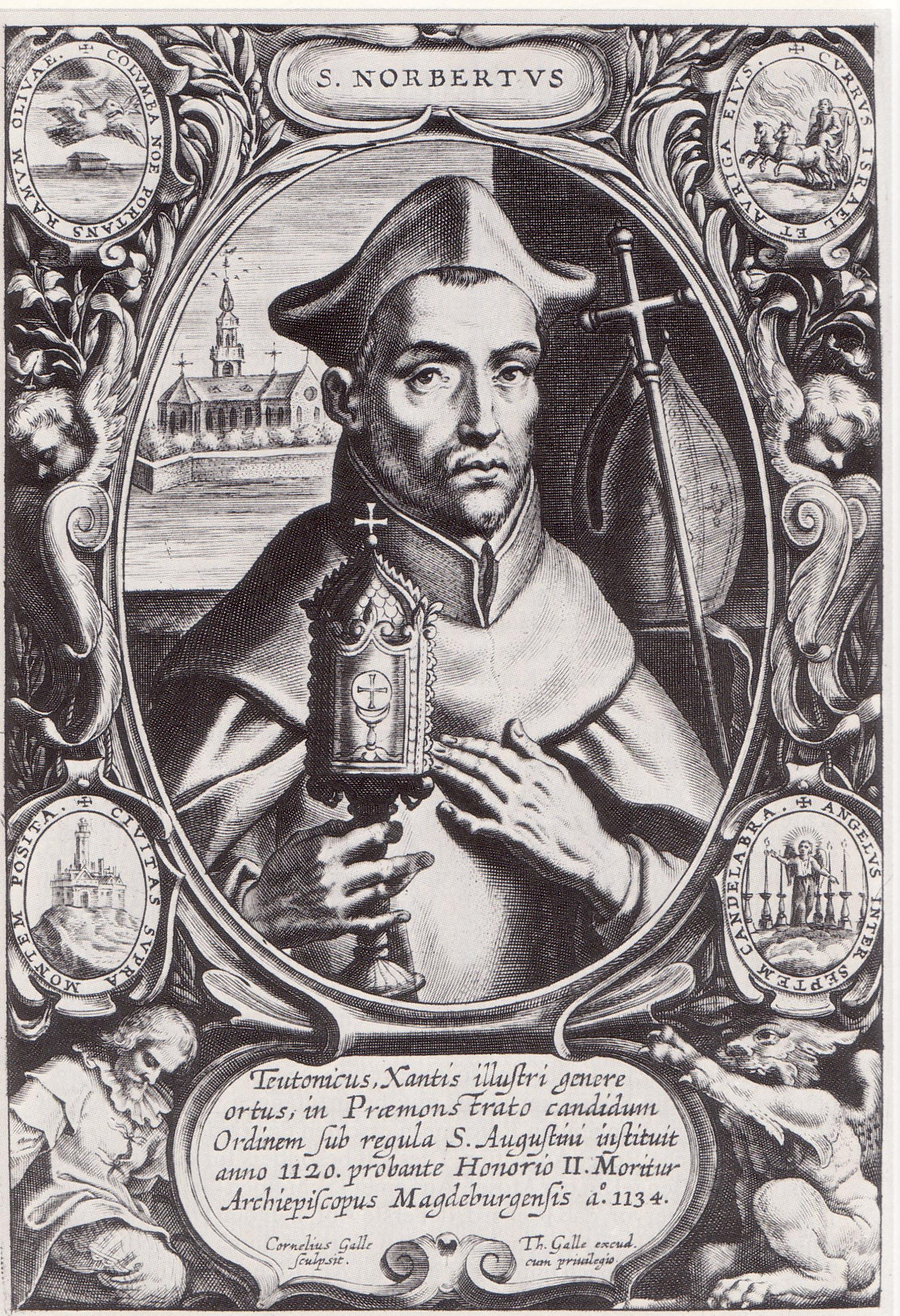
Norbertus, koperdruk 1622
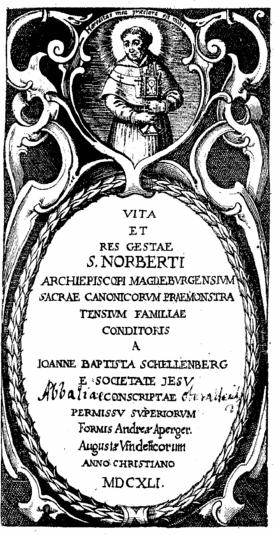
Vita Norberti, 1641
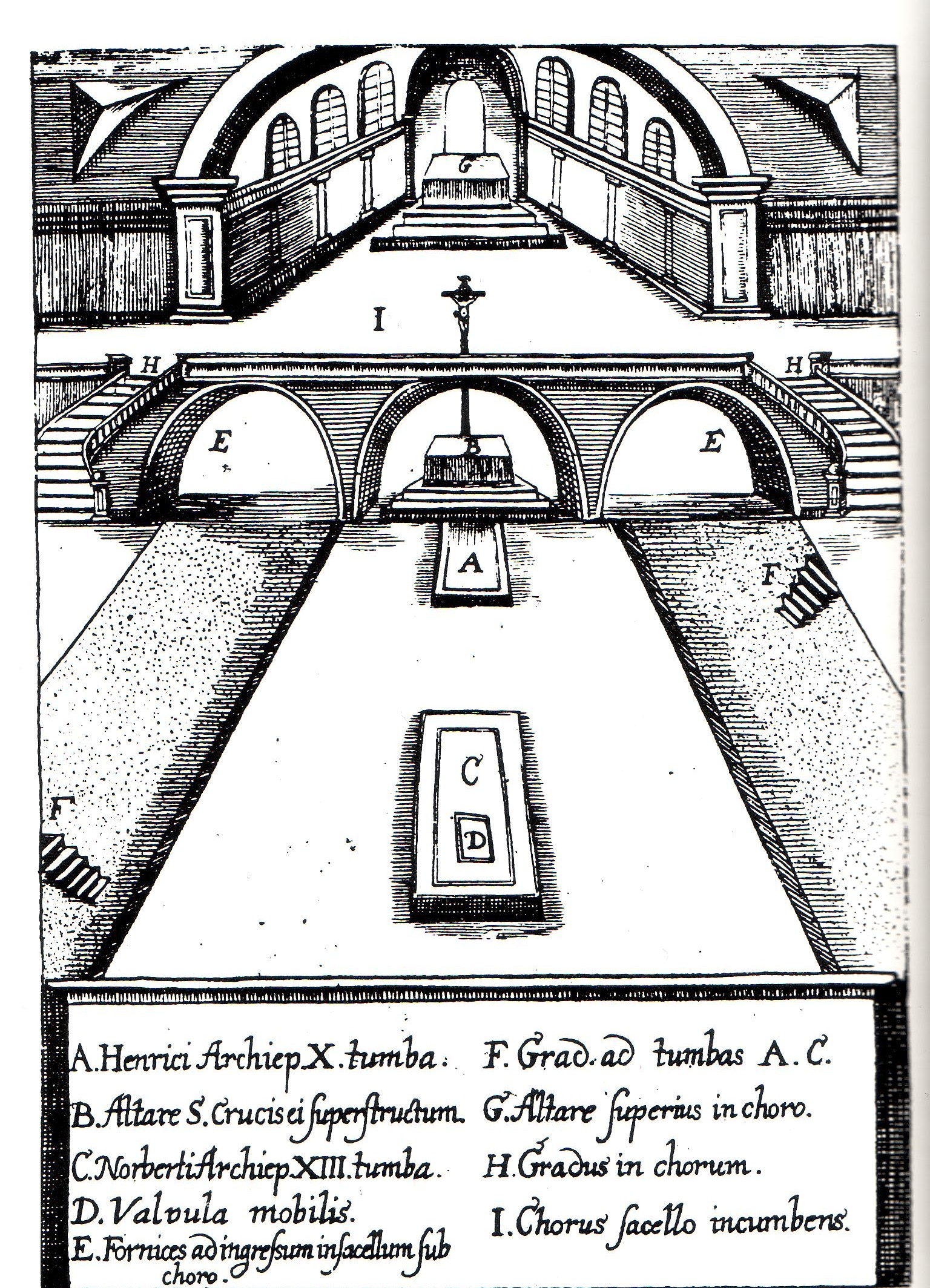
Oorspronkelijk graf van Norbertus in Maagdenburg
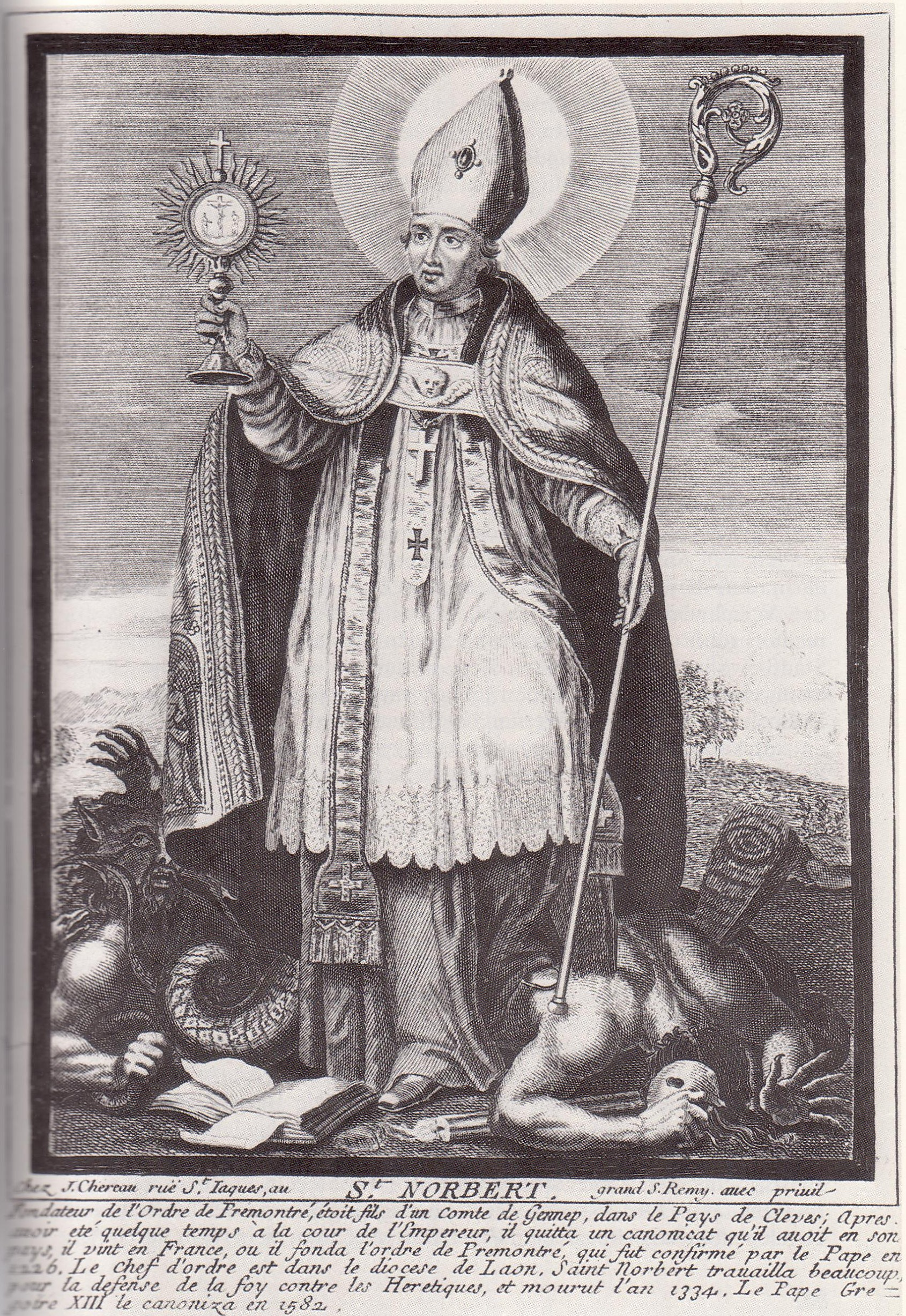
Norbertus, Parijs, ca. 1750
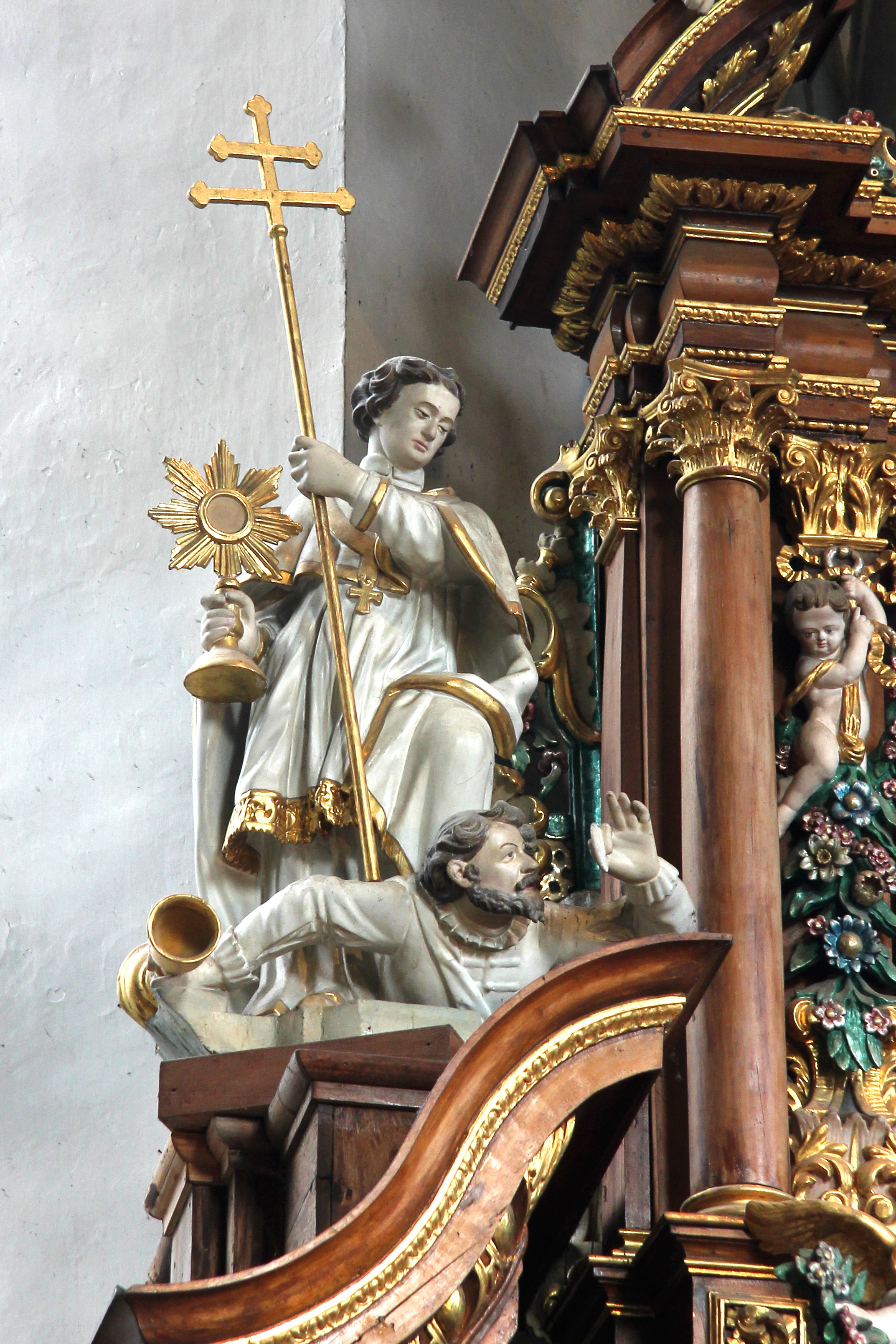
Norbert verslaat Tanchelm, standbeeld in Wehr (Eifel)
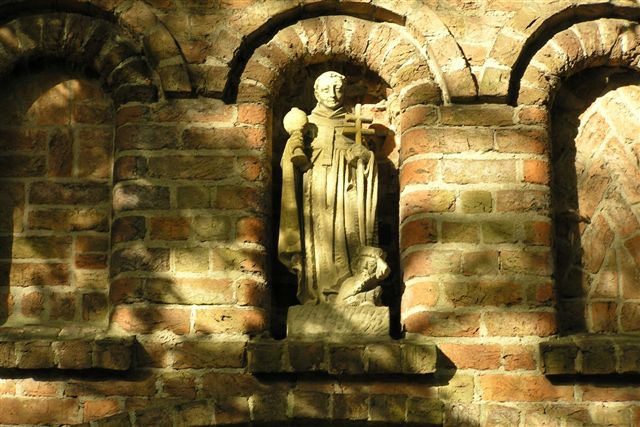
Norbertus in de poort van de Abdij van Berne
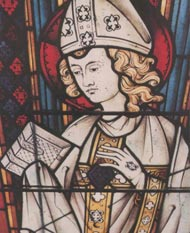
Norbertus, glas in lood
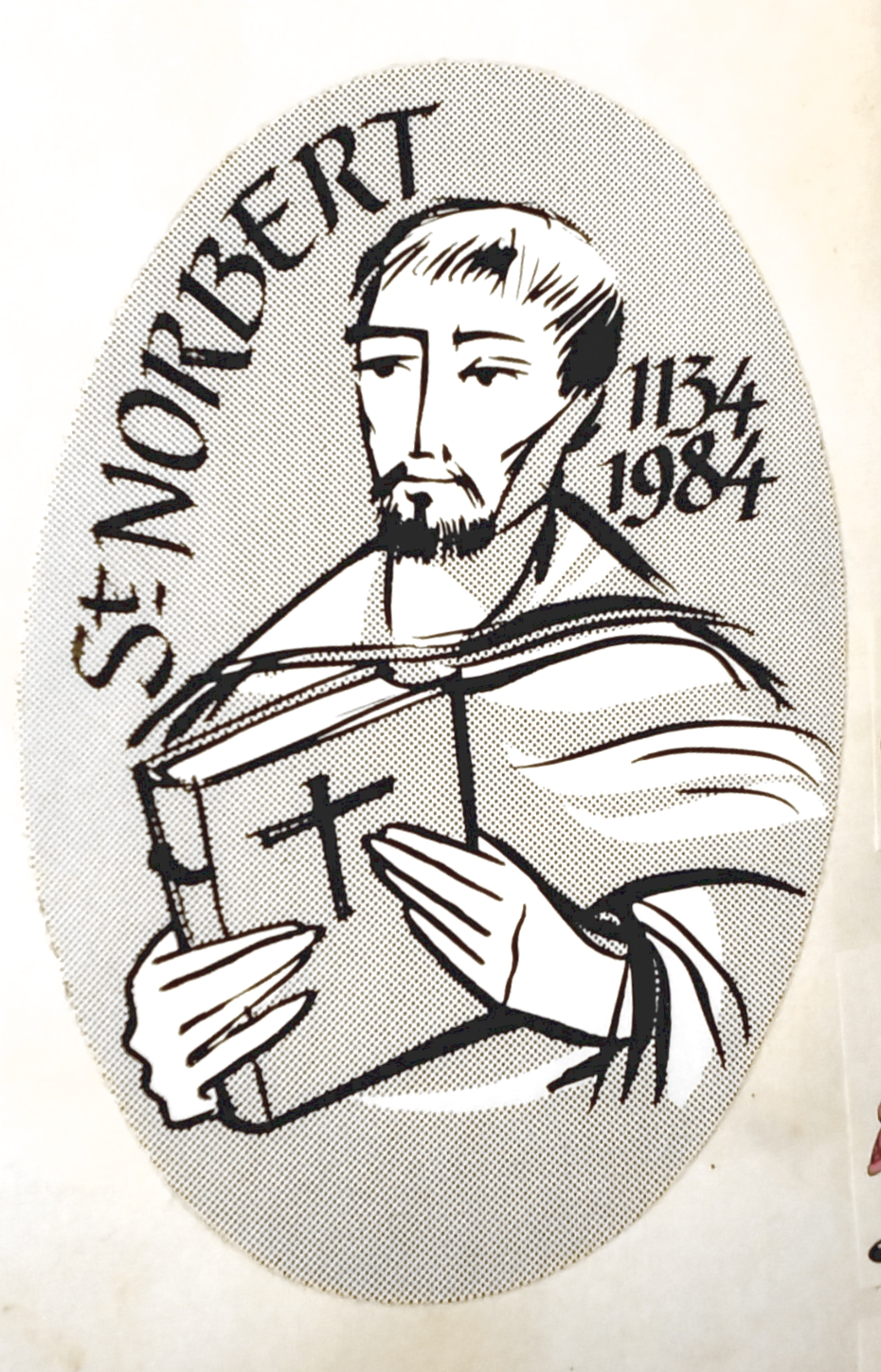
sticker Norbertusjaar 1984
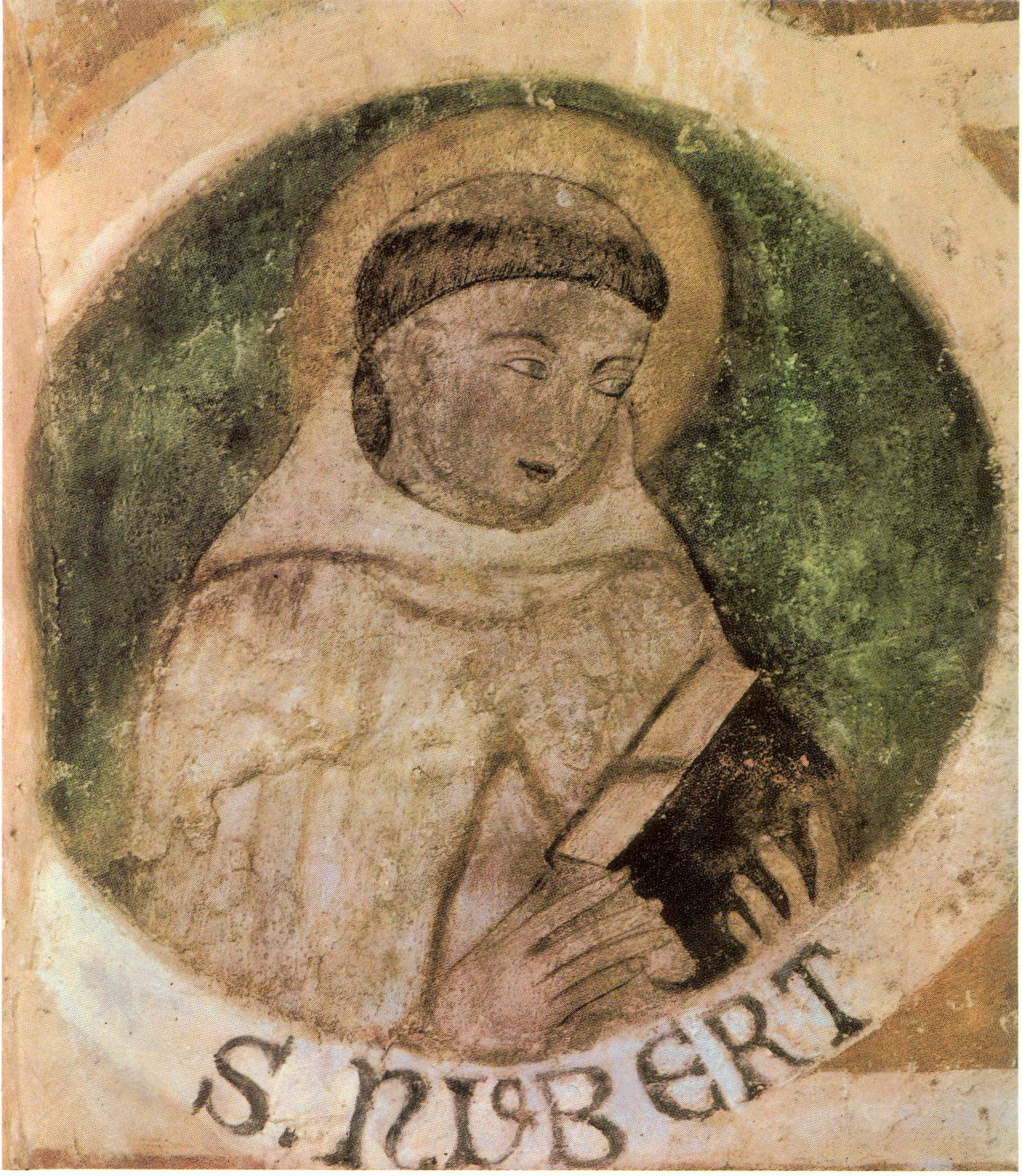
14e-eeuws fresco, Orvieto